# Rajapur (Uttar Pradesh)
Rajapur es  un pueblo y nagar Panchayat situado en el distrito de Chitrakoot en el estado de Uttar Pradesh (India). Su población es de 13439 habitantes (2011). Se encuentra a orillas del río Yamuna.

## Demografía
Según el  censo de 2011 la población de Rajapur era de 13439 habitantes, de los cuales 7128 eran hombres y 6311 eran mujeres. Rajapur tiene una tasa media de alfabetización del 70,34%, superior a la media estatal del 67,68%: la alfabetización masculina es del 77,98%, y la alfabetización femenina del 61,73%.